# Culex megaonychus
Culex megaonychus är en tvåvingeart som beskrevs av Yang, Li och Chen 1993. Culex megaonychus ingår i släktet Culex och familjen stickmyggor.
Artens utbredningsområde är Yunnan (Kina). Inga underarter finns listade i Catalogue of Life.